# Gokhivare
Gokhivare là một thị trấn thống kê (census town) của quận Thane thuộc bang Maharashtra, Ấn Độ.

## Nhân khẩu
Theo điều tra dân số năm 2001 của Ấn Độ, Gokhivare có dân số 19.772 người. Phái nam chiếm 57% tổng số dân và phái nữ chiếm 43%. Gokhivare có tỷ lệ 64% biết đọc biết viết, cao hơn tỷ lệ trung bình toàn quốc là 59,5%: tỷ lệ cho phái nam là 73%, và tỷ lệ cho phái nữ là 53%. Tại Gokhivare, 17% dân số nhỏ hơn 6 tuổi.